# 勇者鬥惡龍 你的故事
《勇者鬥惡龍 你的故事》是2019年8月2日於日本上映的3D动画电影，由山崎貴担任总导演，劇本改编自堀井雄二監製的角色扮演游戏《 勇者鬥惡龍V》。堀井與負責配樂的椙山浩一都是開發遊戲的原班人馬，但這部電影的人物設定與美術並未採用《勇者鬥惡龍系列》中一貫的鳥山明風格。

## 剧情
《勇者鬥惡龍 你的故事》改编自角色扮演游戏《勇者斗恶龙V》。

## 配音演员
- 琉卡——佐藤健
- 碧安卡——有村架纯
- 芙蘿拉——波瑠
- 亨利——坂口健太郎
- 帕帕斯——山田孝之

## 外部連結
- 互联网电影数据库（IMDb）上《勇者鬥惡龍 你的故事》的资料（英文）
- 官方网站 （日語）